# Slate Star Codex
Slate Star Codex (SSC) é um blog focado em ciência, medicina (especialmente dentro da psiquiatria), filosofia, política e futurismo. O blog foi escrito por Scott Alexander Siskind, um psiquiatra da área da baía de São Francisco, sob o pseudônimo de Scott Alexander.
O Slate Star Codex foi lançado em 2013 e descontinuado em 23 de junho de 2020, pois Alexander temia doxing (publicação de seu nome completo) em um artigo do New York Times. Desde 22 de julho de 2020, o blog está parcialmente online novamente, com o conteúdo restaurado, mas os comentários desativados. Um blog sucessor, Astral Codex Ten (ACX), foi lançado no Substack em 21 de janeiro de 2021.
Alexander também blogou no blog da comunidade racionalista LessWrong, e escreveu um livro de ficção em formato de blog chamado Unsong.

## Conteúdo
O website era um local principal da comunidade racionalista e também atraía um público mais amplo. O New Statesman caracteriza-o como "um nexo para a comunidade racionalista e outros que procuram aplicar a razão a debates sobre situações, ideias e dilemas morais". O New Yorker descreve a ficção de Alexander como "deliciosamente estranha" e os seus argumentos "frequentemente contra-intuitivos e brilhantes". O economista Tyler Cowen chama Scott Alexander de "um pensador influente entre outros escritores".

### Altruísmo eficaz
Em 2017, o Slate Star Codex ficou em quarto lugar em uma pesquisa conduzida pela Rethink Charity sobre como os altruístas eficazes ouviram falar pela primeira vez sobre o altruísmo eficaz, depois de "contato pessoal", "LessWrong" e "outros livros, artigos e postagens de blog", e logo acima de "80.000 horas". O blog discute questões morais e dilemas relevantes para o altruísmo eficaz, como compensações morais (a proposição de que bons atos podem cancelar atos ruins), tratamento ético de animais e compensações na busca de mudanças sistêmicas para instituições de caridade.

### Inteligência artificial
Alexander escreve regularmente sobre avanços na inteligência artificial e enfatizou a importância da pesquisa sobre segurança da IA.